# Cylindrarctus orientalis
Cylindrarctus orientalis är en skalbaggsart som beskrevs av Chandler 1988. Cylindrarctus orientalis ingår i släktet Cylindrarctus och familjen kortvingar. Inga underarter finns listade i Catalogue of Life.